# Brule County
Brule County är ett administrativt område i delstaten South Dakota, USA. År 2010 hade countyt 5 255 invånare. Den administrativa huvudorten (county seat) är Chamberlain.

## Geografi
Enligt United States Census Bureau har countyt en total area på 2 192 km². 2 121 km² av den arean är land och 71 km² är vatten.

### Angränsande countyn
- Buffalo County, South Dakota - nord
- Jerauld County, South Dakota - nordost
- Aurora County, South Dakota - öst
- Charles Mix County, South Dakota  - syd
- Lyman County, South Dakota  - väst

### Orter
- Chamberlain (huvudort)
- Kimball